# Niente (Giaime)
Niente è un singolo del rapper italiano Giaime, pubblicato il 9 gennaio 2020 come unico estratto dall'EP Mula.

## Descrizione
Il brano ha visto la partecipazione vocale di Pyrex della Dark Polo Gang ed è caratterizzato da un campionamento del singolo Some Cut dei Trillville. Niente è stata composta in chiave Si minore con un tempo di 92 battiti per minuto.

## Tracce
Testi e musiche di Giaime Mula, Dylan Cerulli e Andrea Moroni.
1. Niente (feat. Pyrex) – 2:27

## Classifiche
| Classifica (2020) | Posizione massima |
| ----------------- | ----------------- |
| Italia            | 64                |